# キャサリン・ボット
キャサリン・ボット（Catherine Bott、1952年9月11日 - ）は、イギリスのソプラノ歌手である。
古楽、とりわけ中世とバロックの音楽を専門としており、録音活動のかたわら、世界的な演奏活動に取り組んでいる。フィリップ・ピケットの指揮するニュー・ロンドン・コンサートと関係が深い。日本だと鷺巣詩郎との関係が深い。